# Ophiorrhiza stenophylla
Ophiorrhiza stenophylla là một loài thực vật có hoa trong họ Thiến thảo. Loài này được Valeton mô tả khoa học đầu tiên năm 1912.